# Hydroeciodes halfteri
Hydroeciodes halfteri är en fjärilsart som beskrevs av Beutelspacher 1984. Hydroeciodes halfteri ingår i släktet Hydroeciodes och familjen nattflyn. Inga underarter finns listade i Catalogue of Life.